# Пакища
Па̀кища или Па̀киша (на албански: Pakisht или Pakishti, нашински Pakisha) е горанско село в Албания, част от община Кукъс.

## География
Разположено е в Североизточна Албания, в албанската част на областта Гора, в южните склонове на Коритник.

## История
Васил Кънчов отбелязва през 1900 година Пакиша сред селата в Гора, населени от българи мохамедани, наричани торбеши. Броят на къщите е 30.
След Междусъюзническата война селото попада в Албания. Според Стефан Младенов в 1916 година Па̀киша е българско село с 31 къщи.
На етническата си карта на Северозападна Македония в 1929 година Афанасий Селишчев отбелязва Пакиша като българско село.
В рапорт на Сребрен Поппетров, главен инспектор-организатор на църковно-училищното дело на българите в Албания, от 1930 година Пакиша е отбелязано като село с 50 къщи българи мохамедани.
До 2015 година селото е част от община Запод.